# Giuseppina Quaglia Borghese
Giuseppina Quaglia Borghese (Torino, 1764 – Torino, 17 gennaio 1831) è stata una pittrice e pastellista italiana.
Borghese viveva a Torino ed era la moglie di Pietro Francesco Borghese. In una poesia del 1787, il conte Felice Sammartino della Motta lodò le sue abilità con il pastello, ma le suggerì di emulare Louis Guttenbrunn e di spostare invece la sua attenzione sulla pittura a olio. Carlo Felice di Savoia annotò in un diario del 1788 che lei gli fece visita per fargli dono di un ritratto della principessa di Piemonte. Cinque dei suoi pastelli, compresi i ritratti di Caterina II di Russia e Vittorio Gaetano Costa d'Arignano e una rappresentazione di Fede sulla scia di Guido Reni, furono esposti a Torino nel 1820; queste potrebbero essere state opere precedenti che aveva ancora in suo possesso. Borghese era la madre di Ottavia Borghese Masino di Mombello (1791-1856), che in seguito avrebbe mostrato il proprio talento artistico. Morì il 17 gennaio 1831, all'età di 66 anni.